# Sènokos
Sènokos (Сенокос en macedònic) és un poble del municipi de Dòlneni, al centre de Macedònia del Nord. El poble es troba a 11 quilòmetres al nord-est de Prílep, al sud-est de Dòlneni. Està dividit en tres parts. L'equip de futbol local es diu Estrella Roja FC. Segons un cens realitzat el 2002, la població és de 315 habitants, distribuïda ètnicament de la manera següent:
- Macedonis: 314
- Altres: 1